# ブラインドイノセンス
『ﾌﾞﾗｲﾝﾄﾞｲﾉｾﾝｽ』は、日本のヴィジュアル系ロックバンドであるメガマソが2014年5月14日にリリースした通算16枚目のシングルである。メガマソがタイムリーレコードから発売した最後のシングル。
公式サイトでは歌詞の一節である「一緒にもがくから、感覚はこっちに合わせてくれ。」と紹介されている。

## 販売形態
- ﾌﾞﾗｲﾝﾄﾞｲﾉｾﾝｽ 初回限定A「ようこそ盤」 （CD+DVD）
- ﾌﾞﾗｲﾝﾄﾞｲﾉｾﾝｽ 初回限定B「マニアック盤」 （CD+DVD）
- ﾌﾞﾗｲﾝﾄﾞｲﾉｾﾝｽ 通常盤 （CD）

## 収録曲

### 初回限定A「ようこそ盤」
1. ﾌﾞﾗｲﾝﾄﾞｲﾉｾﾝｽ
  - 作詞・作曲：涼平
  - この曲はシングル発売に先立って、発売前日の5月13日に涼平自身によってボーカルにGUMIと初音ミクを使用したものがニコニコ動画上にアップされた[2]。
2. ICY MILK LAKE
  - 作詞・作曲：涼平
3. sweet change (Acoustic Ver.)
  - 作詞・作曲：インザーギ
  - シングル「MEMORIES」に収録された同名曲をアレンジしたもの。

- DVD
  - 「ﾌﾞﾗｲﾝﾄﾞｲﾉｾﾝｽ」 (MV）
  - 「ﾌﾞﾗｲﾝﾄﾞｲﾉｾﾝｽ」 (MusicVideo Off Shot）

### 初回限定B「マニアック盤」
1. ﾌﾞﾗｲﾝﾄﾞｲﾉｾﾝｽ
2. ICY MILK LAKE
3. Until (Re-recording)
  - 作詞・作曲：Gou
  - アルバム「Loveless, more Loveless」に収録された同名曲の再録。

- DVD
  - 「メガマソマニアック座談会」
  - 「オマケLIVE映像B」 (2014.02.22 新宿BLAZE)

### 通常盤
1. ﾌﾞﾗｲﾝﾄﾞｲﾉｾﾝｽ
2. ICY MILK LAKE
3. ｶﾚｲﾉｵﾔﾄﾞ
  - 作詞・作曲：涼平